# José Ferreira Thedim
José Ferreira Thedim (São Mamede de Coronado, 1892 - 1971) fue un escultor portugués.

## Vida y obra
Nacido en Portugal en 1892.
Entre 1919 y 1920, cuando contaba con veintisiete años, realizó la primera estatua de la Virgen de Fátima tallada en madera de cedro; una vez concluida fue modificada según las orientaciones de Lucía dos Santos, una de las videntes de las apariciones. La estatua fue bendecida en la iglesia porroquial de Fátima el 13 de mayo de 1920, y trasladada a la capilla de Cova da Iria un mes después.
A principios de los años cincuenta, el mismo Thedim la sometió a una nueva serie de modificaciones.

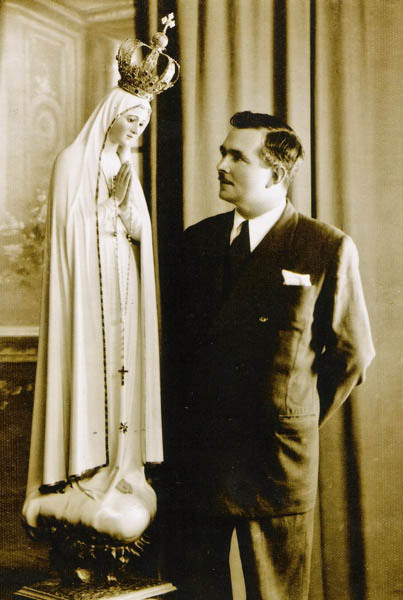
Thedim fotografiado en 1947 junto a una de las imágenes peregrinas de la Virgen de Fátima

Tras la Segunda Guerra Mundial, en 1945, a raíz de la visita a Lisboa de la primera imagen, el Santuario recibió la petición de la diócesis de Berlín para enviar la estatua en peregrinación por las capitales episcopales de Europa hasta la frontera soviética. La petición fue nuevamente enviada en abril de 1946 por un representante de Luxemburgo en el Consejo Internacional de la Juventud Católica Femenina.
En 1947, Thedim inició la creación de una nueva estatua de la Virgen de Fátima, para lo cual se entrevistó con sor Lucía para obtener una versión más precisa a la visión que tuvo treinta años antes. Al mismo tiempo, el obispo de Leiria escribió a la vidente sobre la posibilidad de enviar la imagen original, conservada en la Capilla de las Apariciones, en visita a varias comunidades que la solicitaron. En respuesta por carta, Lucía sugirió enviar la nueva estatua en la que estaba trabajando Thedim como imagen peregrina. El obispo accedió y el 13 de mayo del mismo año, coronó la nueva estatua y la proclamó la estatua peregrina internacional de Nuestra Señora de Fátima. Ese mismo día, abandonó Cova da Iria para realizar su primer viaje. 
Debido a la cantidad de solicitudes para recibir a la imagen peregrina, el Santuario encargó al escultor una copia de esta. La segunda estatua peregrina fue bendecida por el obispo de Leiria el 13 de octubre de 1947, día del trigésimo aniversario del Milagro del Sol, realizando su primer viaje ese mismo día.
Otras fueron enviadas y permanecen en parroquias diseminadas por todo el mundo, como la de Forst en Baden-Wurttemberg, Alemania. En Roma, a las afueras de la Ciudad del Vaticano, otra imagen obra de Thedim preside la capilla del Colegio Portugués. Esta estatua fue ofrecida por el papa Pío XI el 6 de diciembre de 1929.
Una Piedad tallada por Thedim es la pieza central de la sala de la Pasión del Museo de Fátima.